# Válaxa
Válaxa (grec moderne : Βάλαξα) est une île grecque faisant partie des îles Sporades.
Elle est située au sud-ouest de l'île de Skyros, et fait environ 5 km de long. Elle borde la baie de Kalamista. L'île de Valaxa est séparée de Skyros par un étroit détroit.
L'altitude maximum de l'île est de 204 m (670 pieds).